# 博物馆站 (哈尔滨)
博物馆站位于中华人民共和国黑龙江省哈尔滨市南岗区荣市街道东大直街与国民街交叉口地下，是哈尔滨地铁1号线和2号线的换乘车站，於2014年9月26日啟用。博物馆站是在既有“7381”车站位置上的新建车站，附近是哈尔滨市三大商圈之一的秋林商圈，人流车流密集度在哈尔滨市也是最大的。每天在此区域的流动人口都在10万人以上。
车站以临近黑龙江省博物馆命名。
博物馆站地处哈尔滨市正中心，附近有红博广场、哈尔滨市少年宫、黑龙江省博物馆、国际饭店等，公交车站为博物馆站。

## 结构
博物馆站的1號線部分为侧式站台地下车站，2號線部分为島式站台地下车站。本站和周边的地下商业街连接的较为紧密。
|                   |  | █ 2号线往江北大学城（哈尔滨站） |
| 島式 · 開左邊车门 |  |                                 |
|                   |  | █ 2号线往气象台（工人文化宫）   |

| 側式 · 開右邊车门 |  |                                 |
|                   |  | █ 1号线往新疆大街（铁路局）     |
|                   |  | █ 1号线往哈尔滨东站（医大一院） |
| 側式 · 開右邊车门 |  |                                 |

- 地铁2号线博物馆站站台
- 博物馆站售票机（哈尔滨地铁2号线开通之前）
- 博物馆站3B出口